# المتحف الوطني الصيني
المتحف الوطني الصيني (بالصينية: 中国国家博物馆) متحف يقع إلى الشرق من ساحة السماء في العاصمة الصينية بكين، يستعرض المتحف فنون وآثار وحضارات الصين . ويتبع المتحف إلى وزارة الثقافة في جمهورية الصين الشعبية. ويعتبر أحد أكبر المتاحف في العالم.
تأسس المتحف سنة 2003 بعد دمج متحف الثورة الصينية والمتحف الوطني للتاريخ الصين، سنة 2011 أعيد افتتاح المتحف في 17 مارس، بعد إضافة 28 قاعة جديدة، لتصبح ثلاثة أضعاف مساحة المتحف السابقة، وضيف مرافق خاصة للتخزين في ذلك العام، تبلغ مساحة الأرض الإجمالية للمتحف 200,000 م2.

## معرض الصور

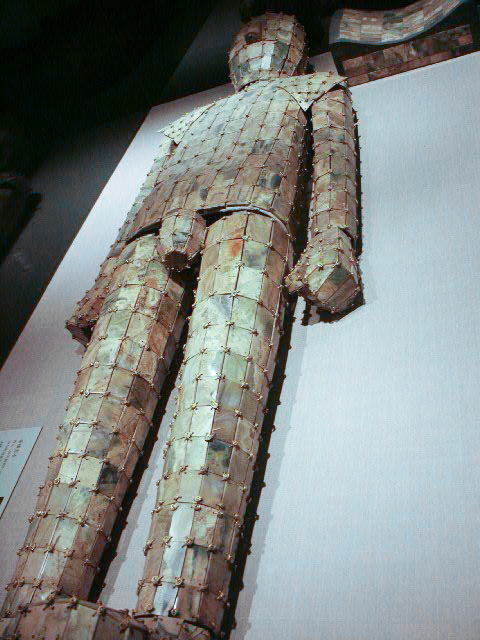
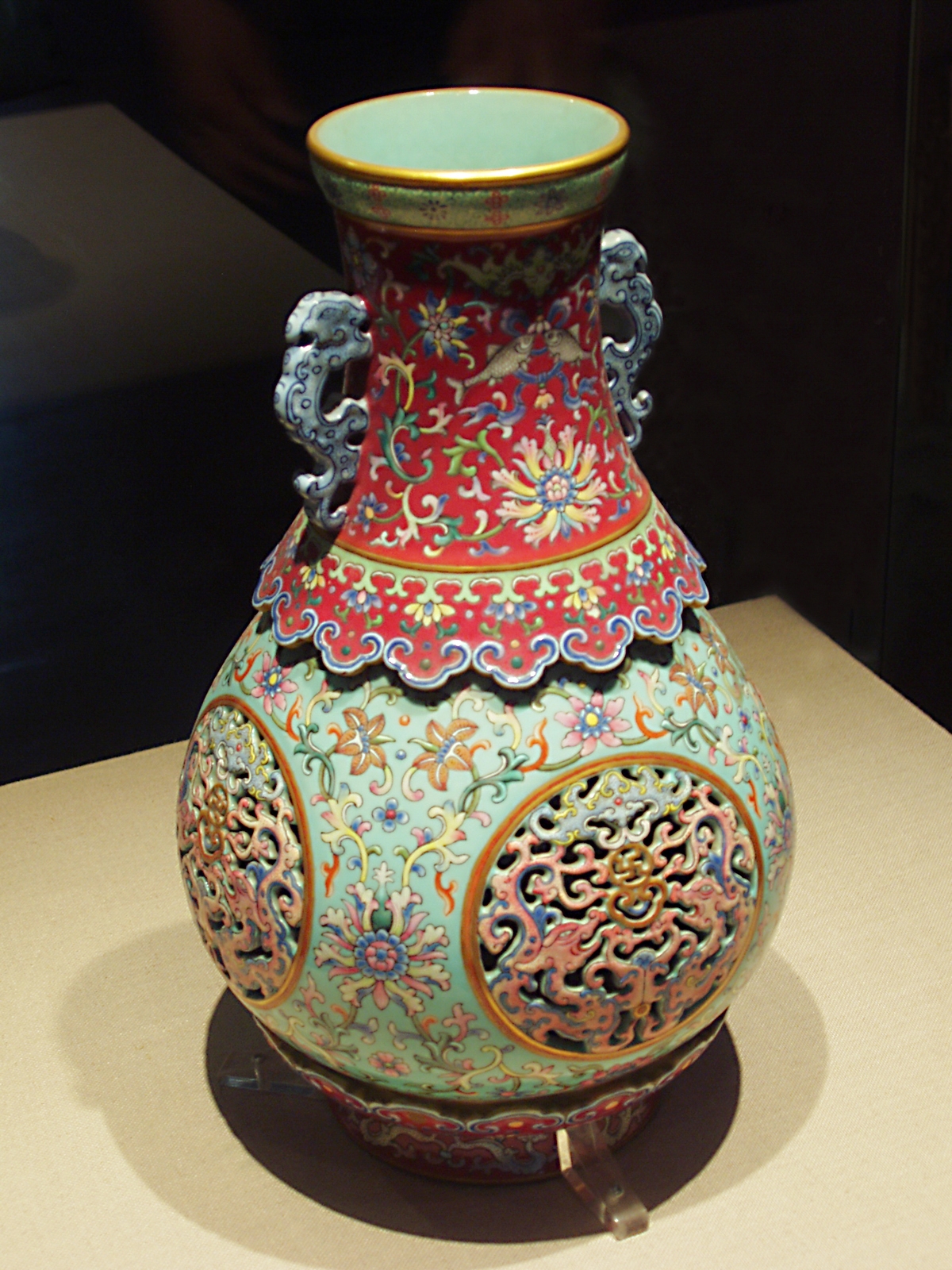
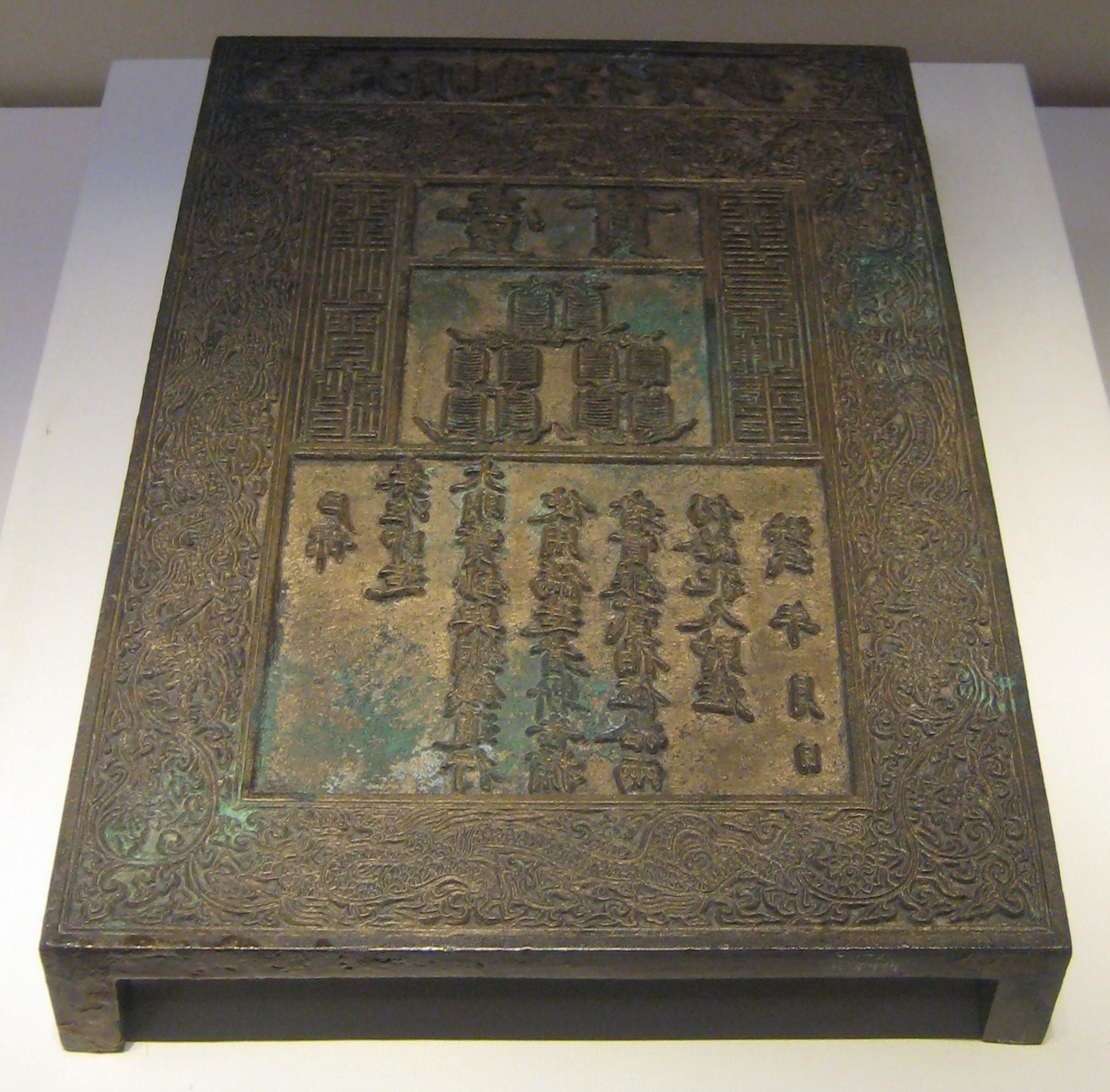
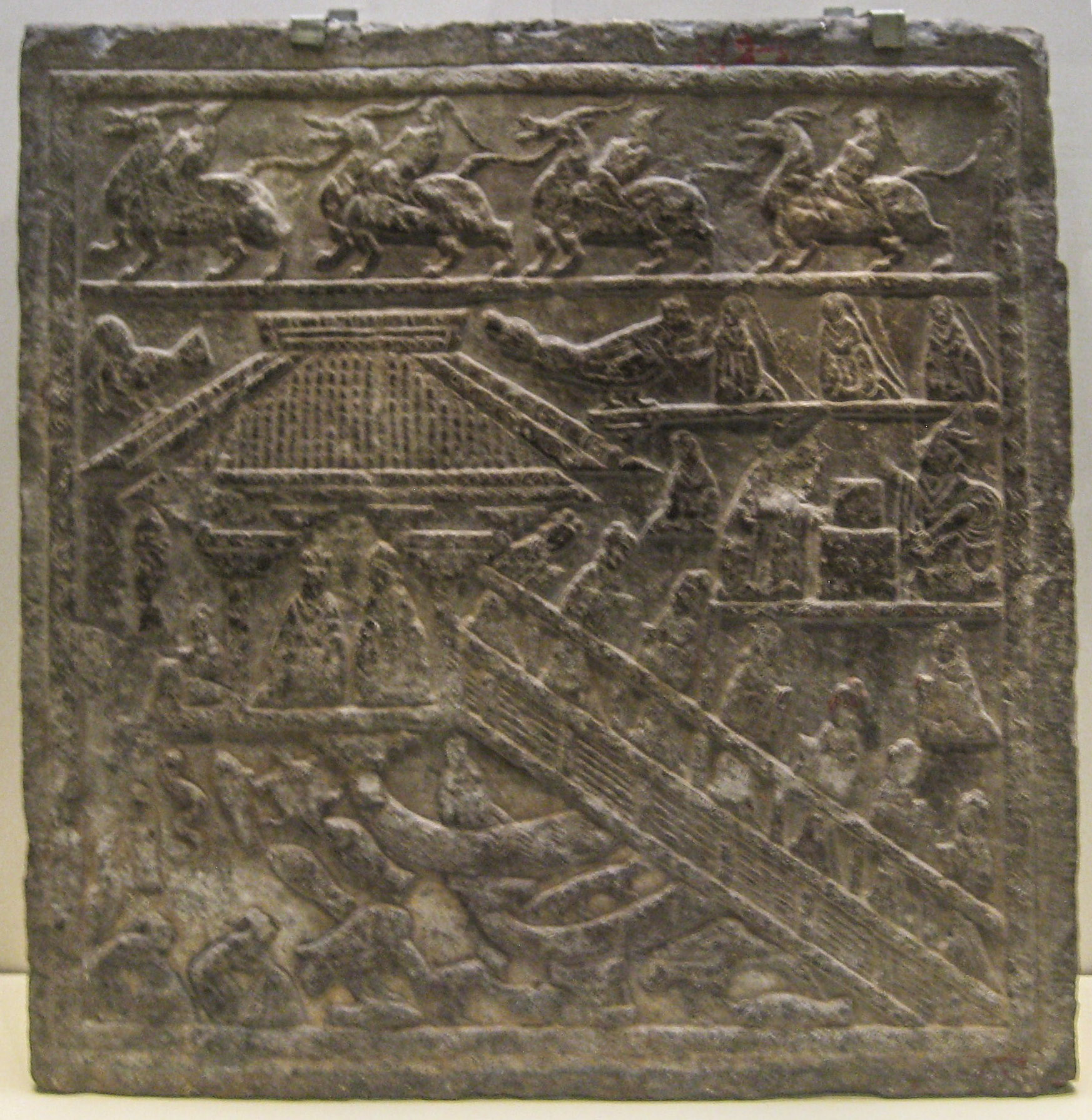
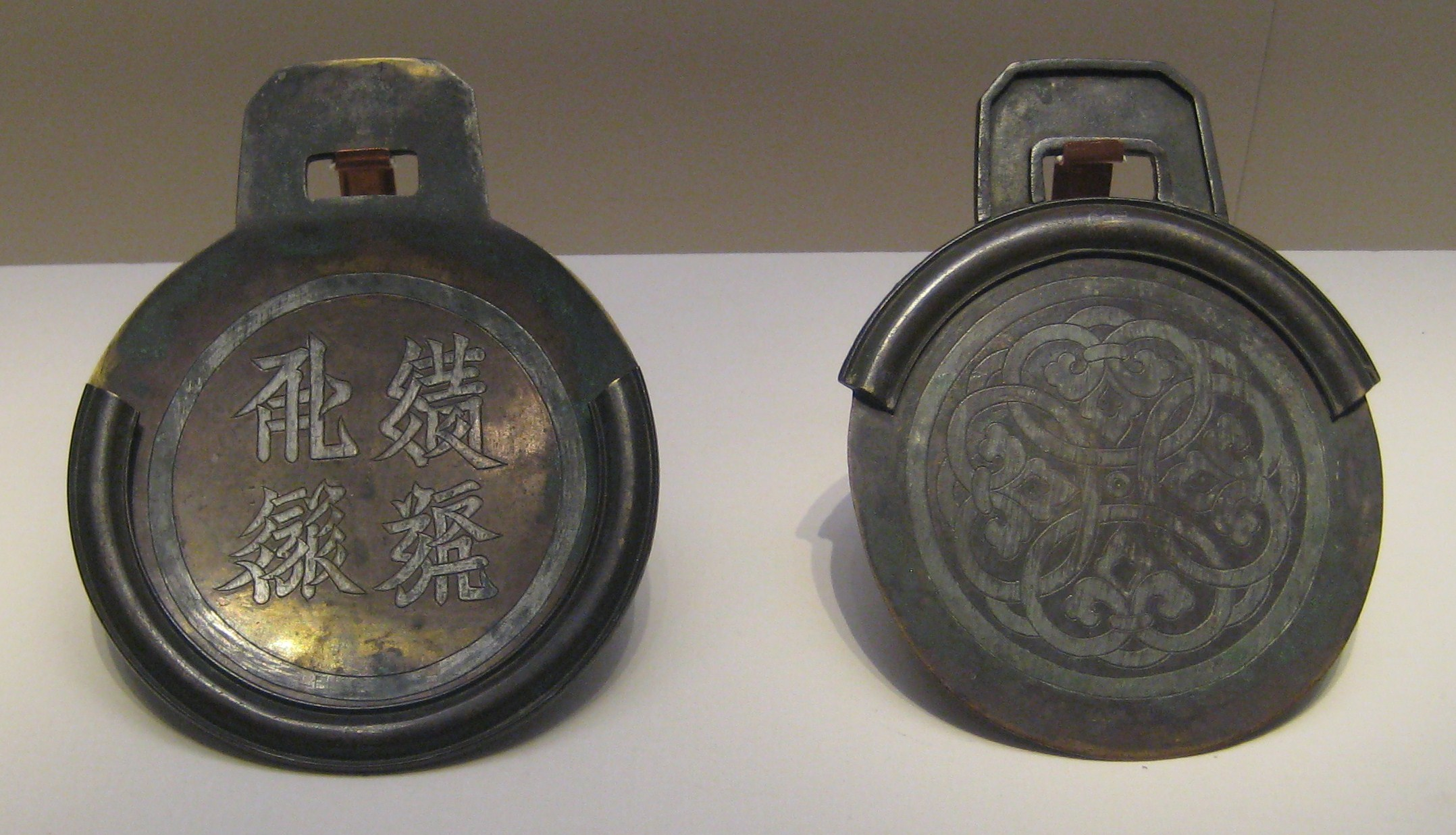
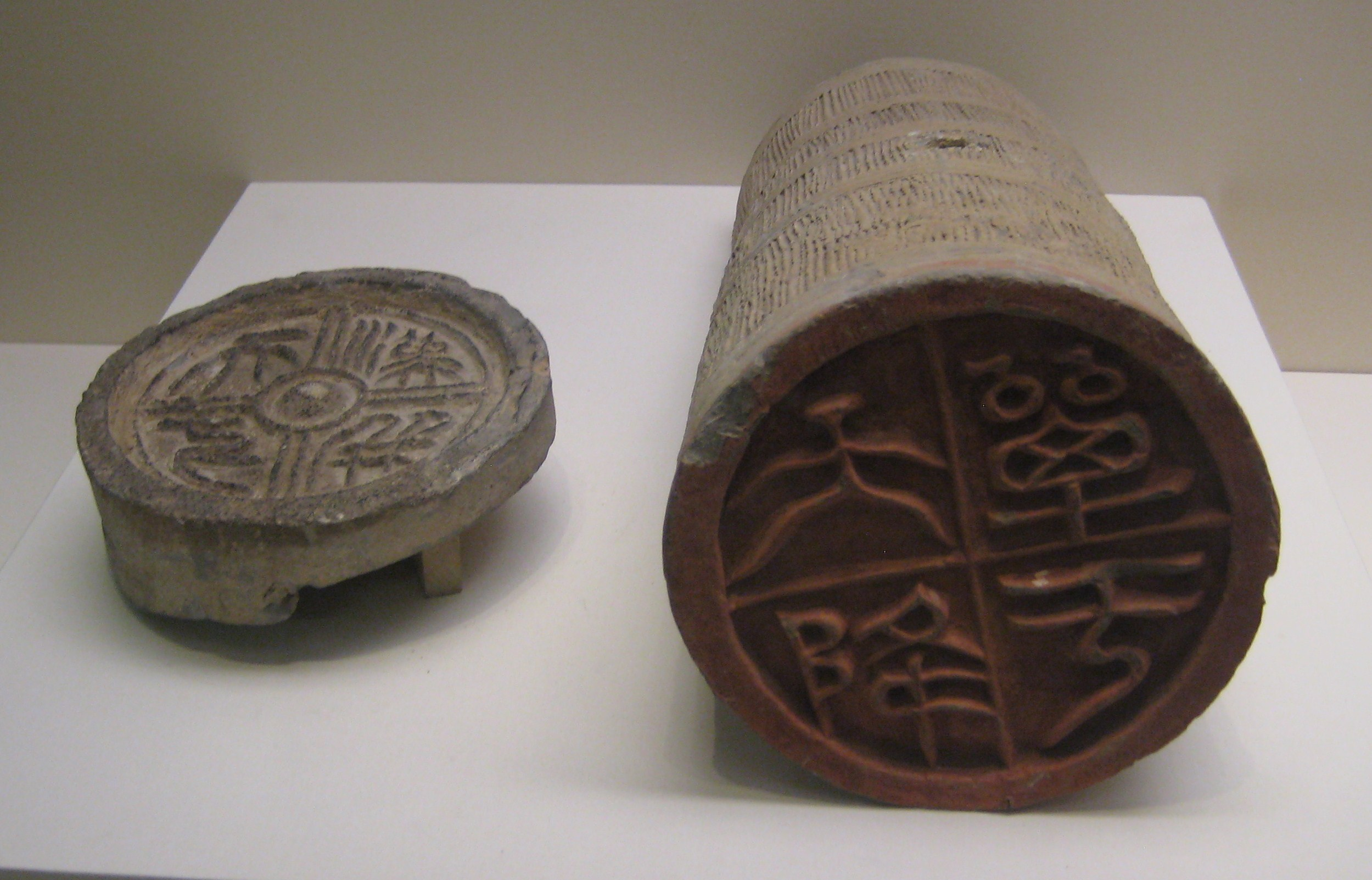
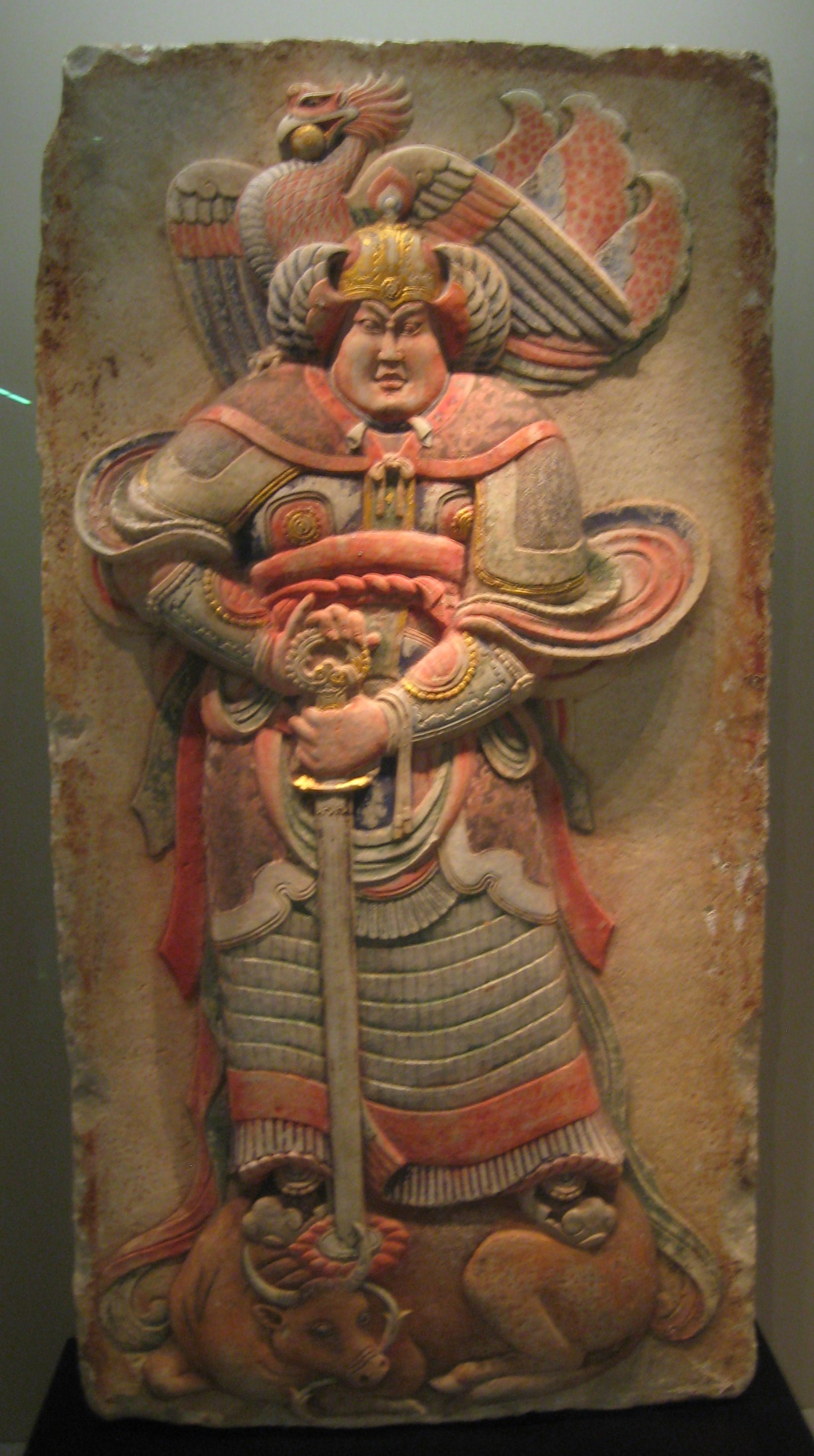
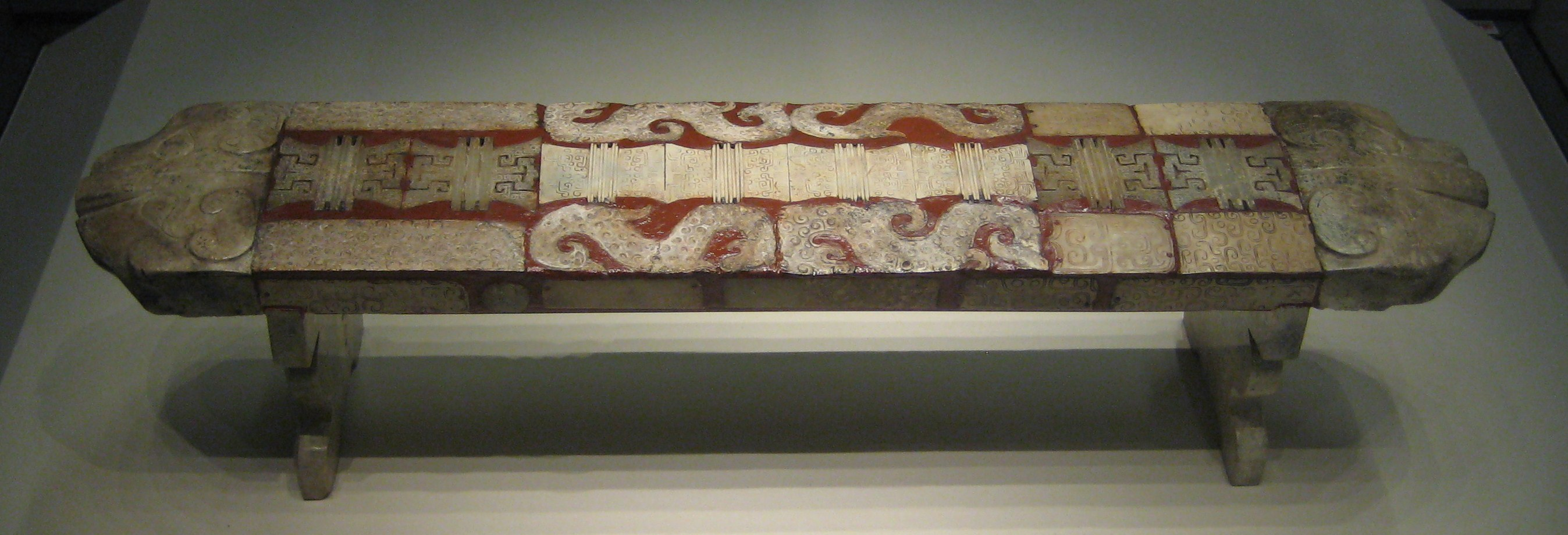
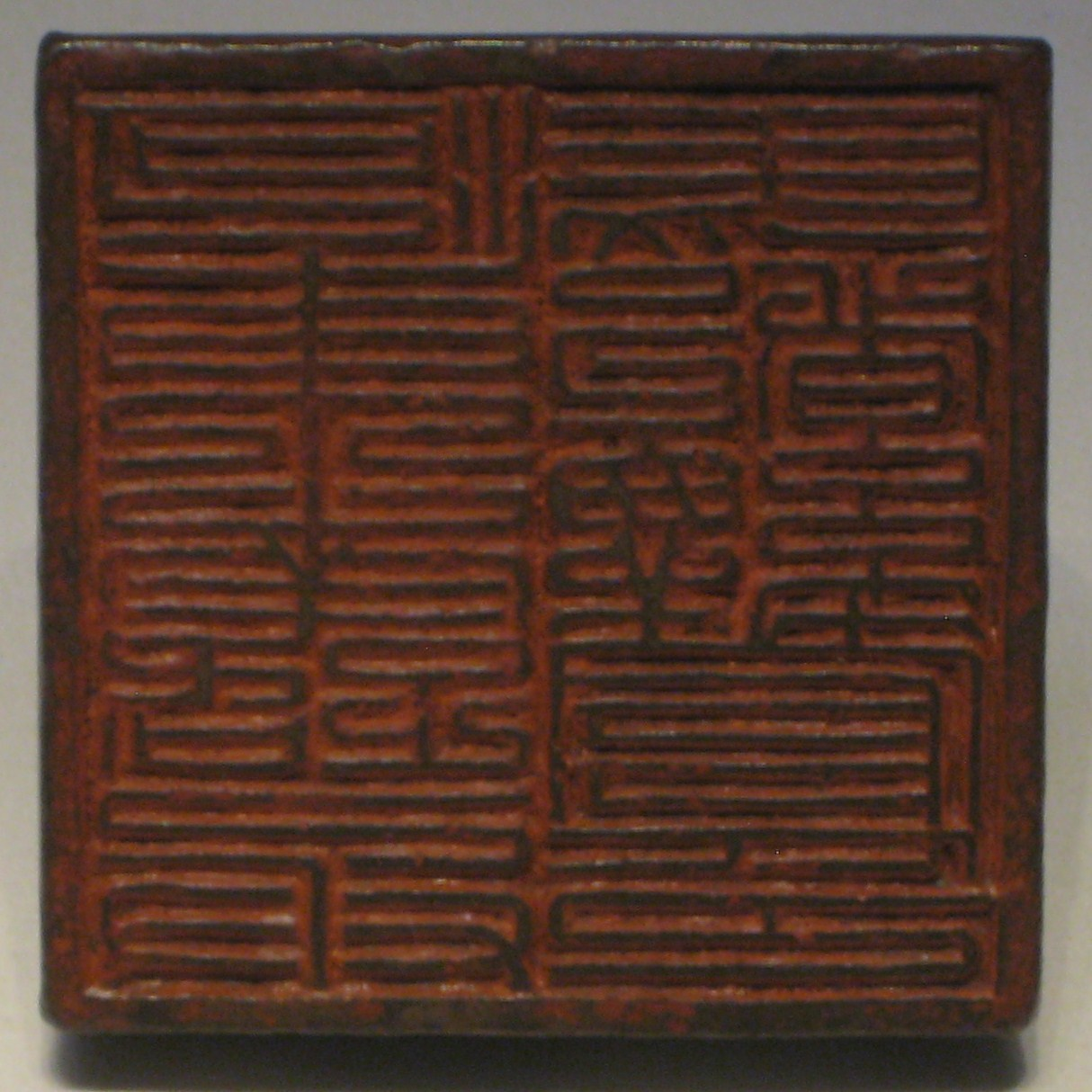
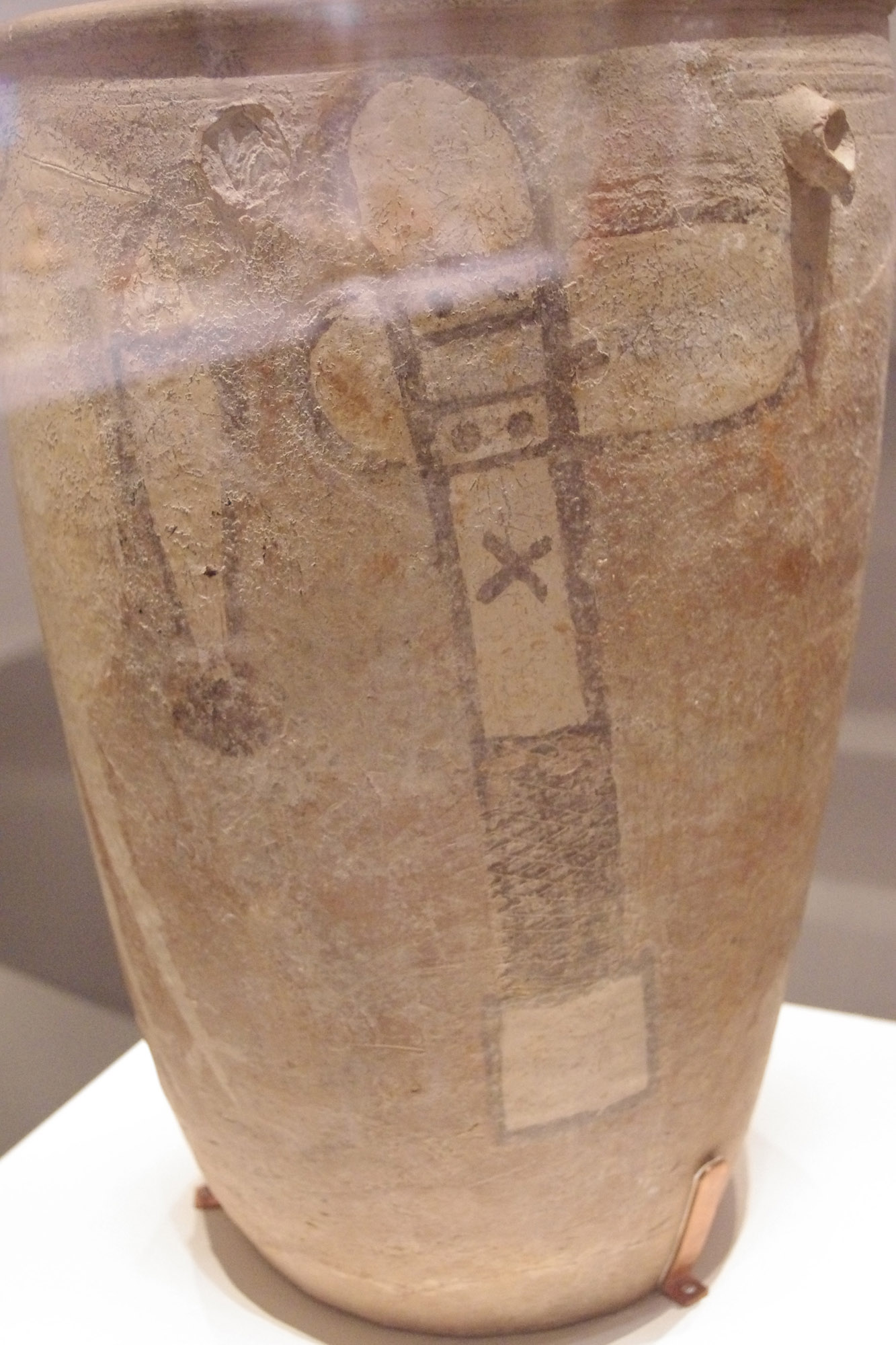
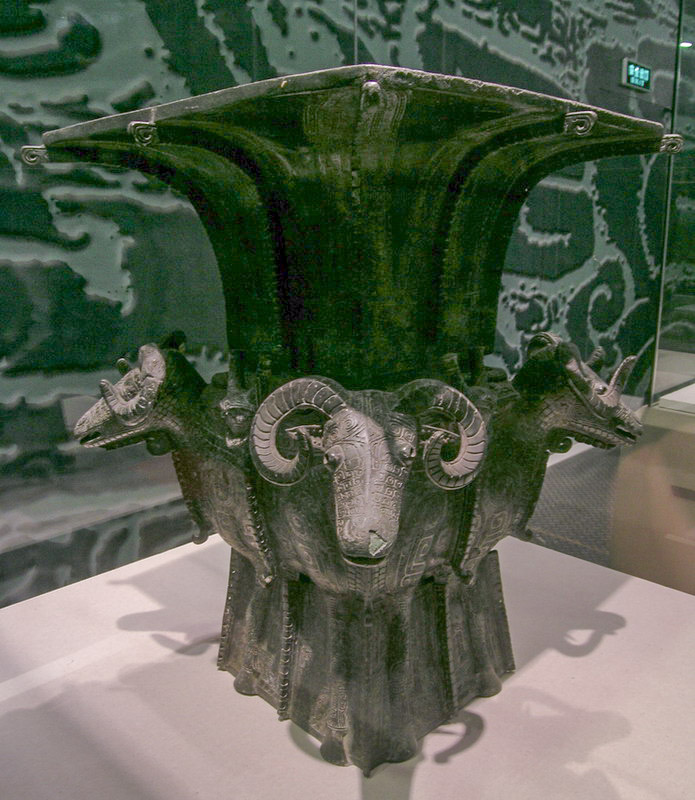
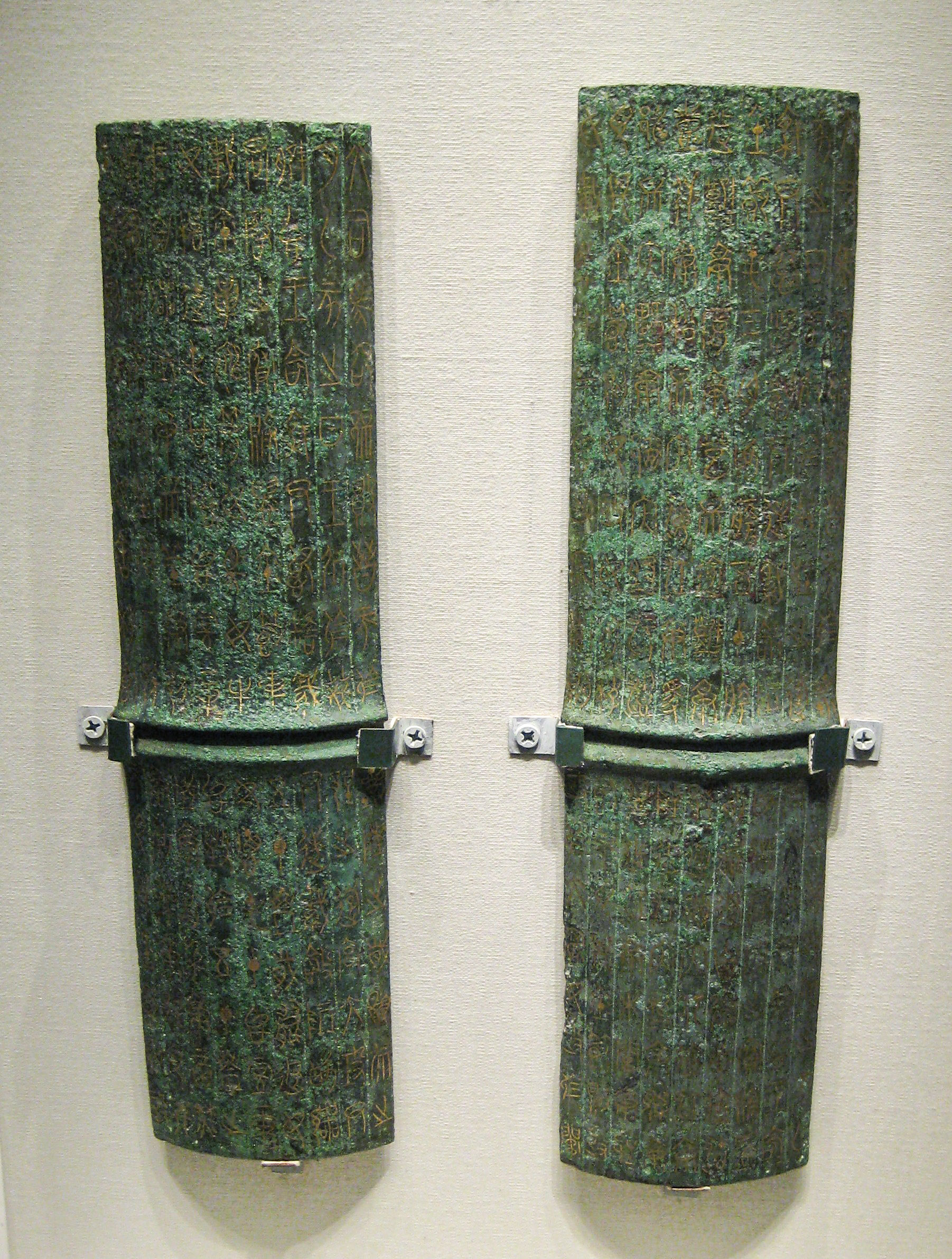
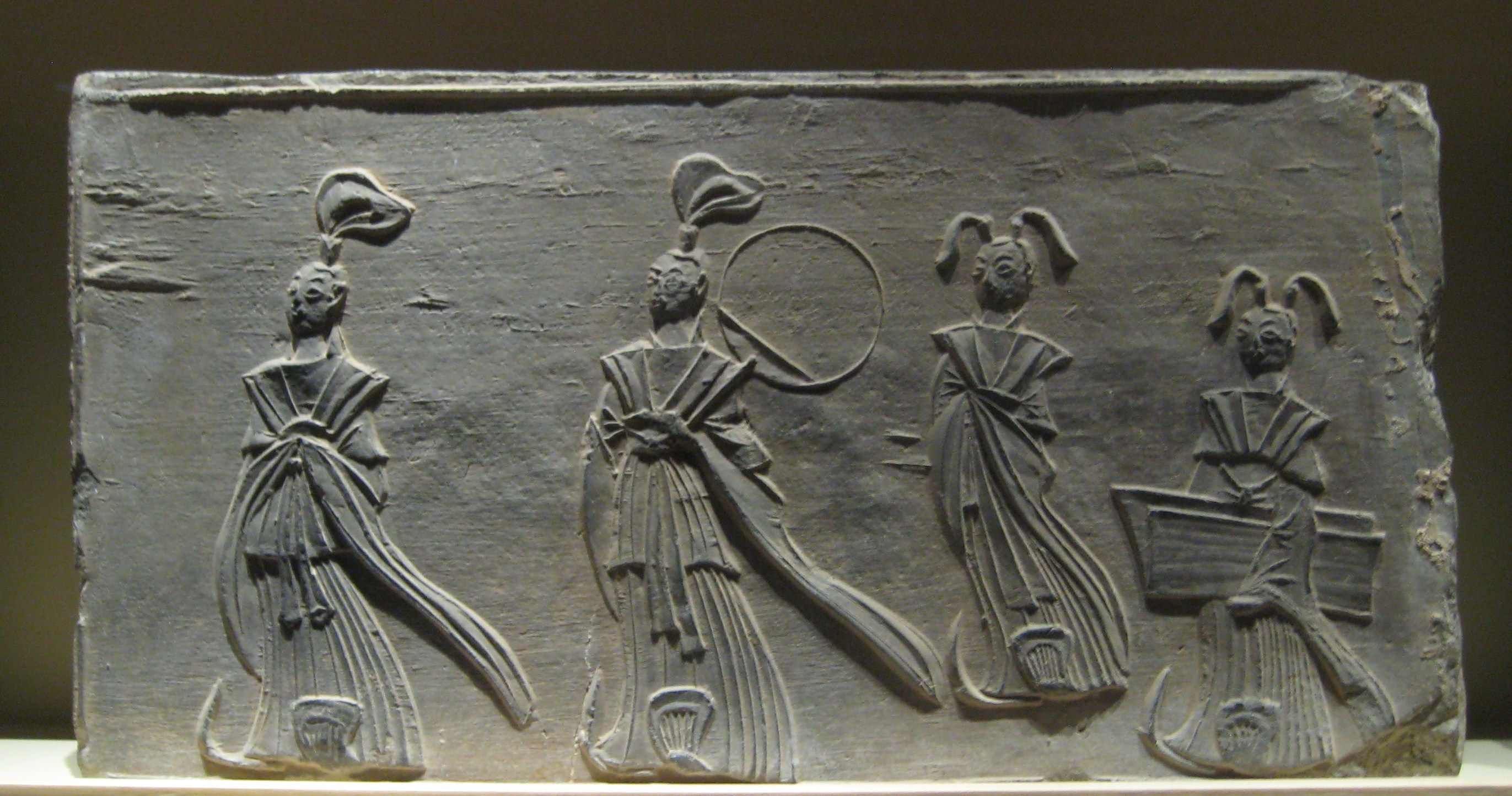
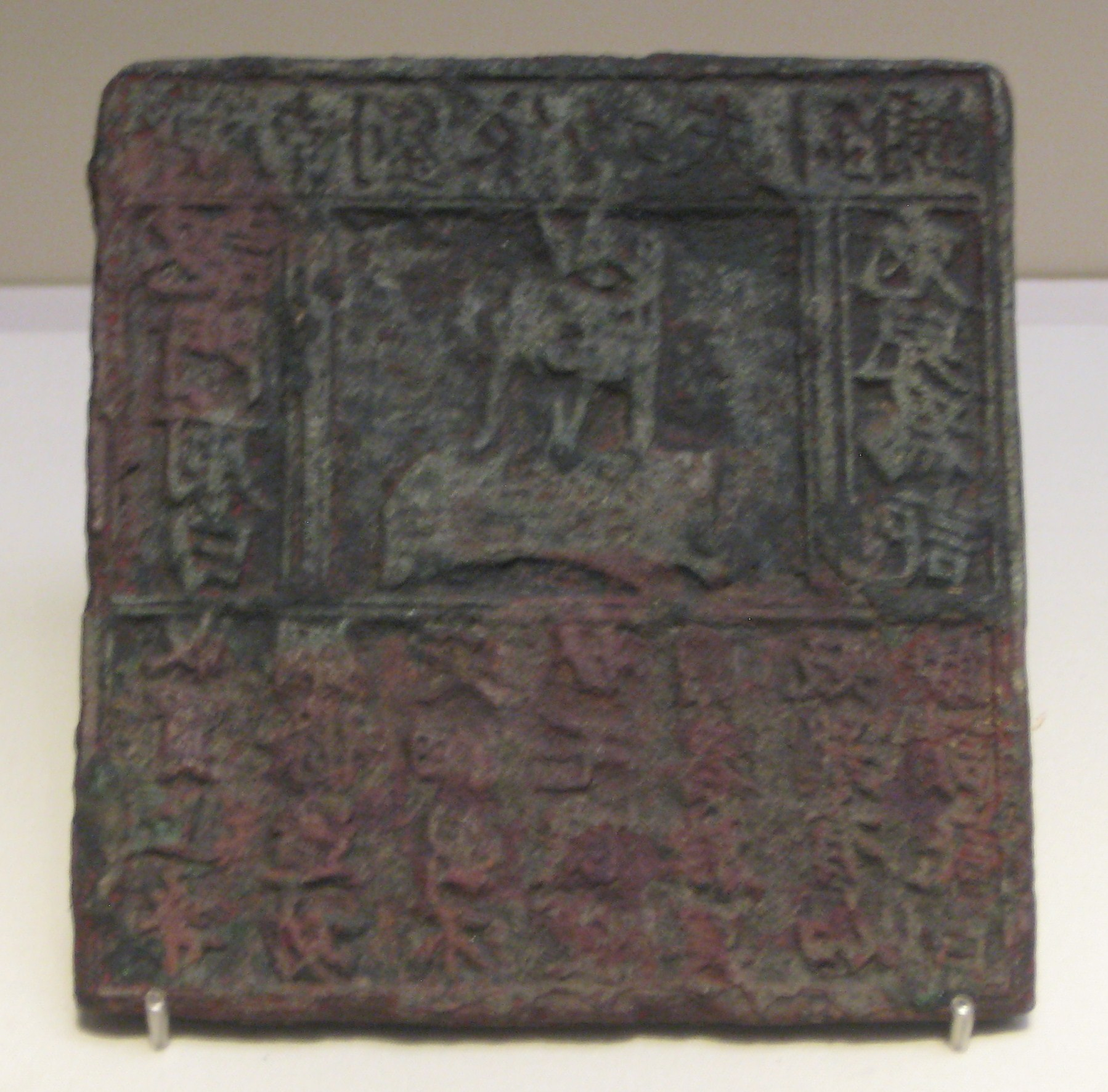
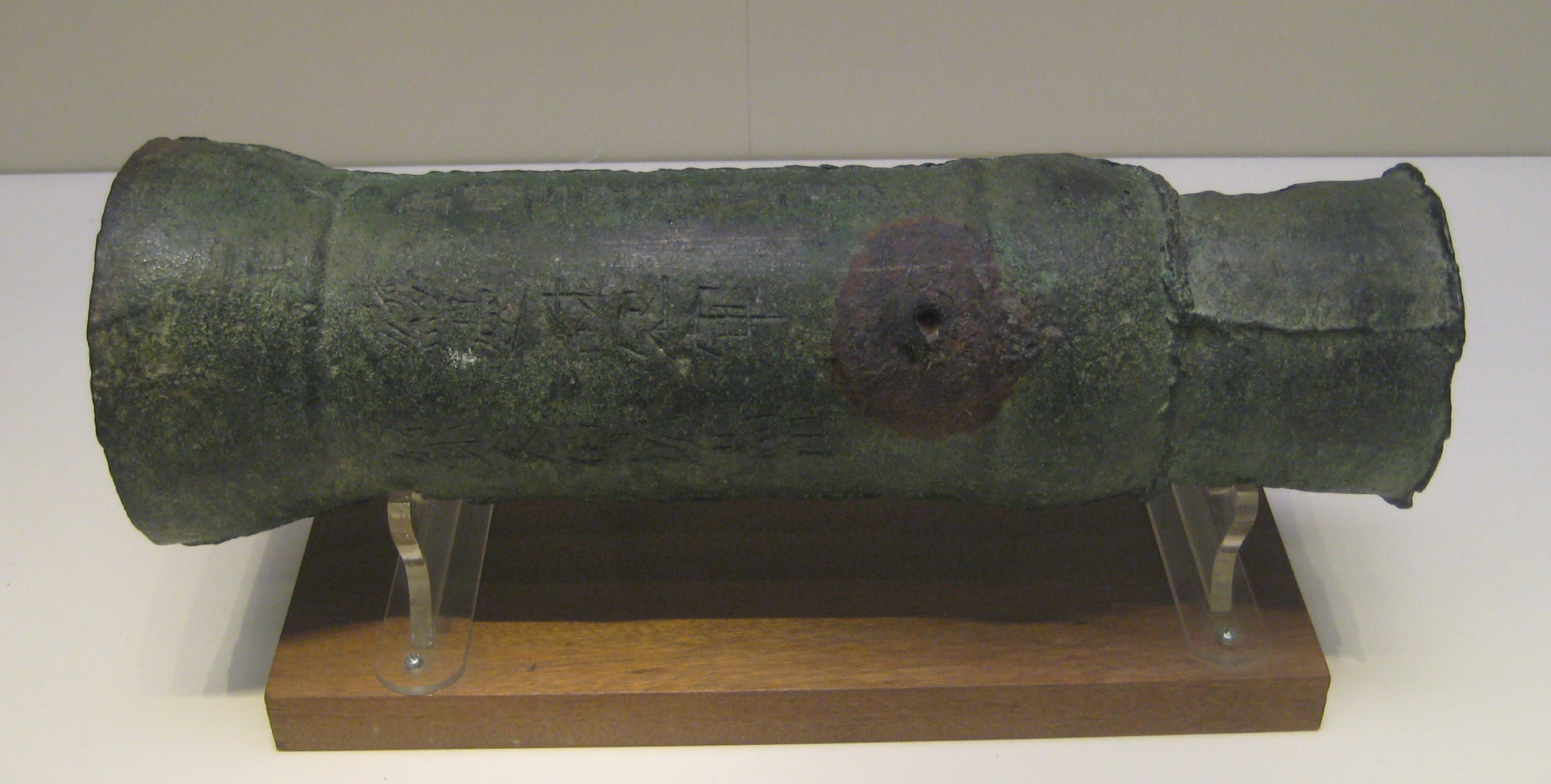
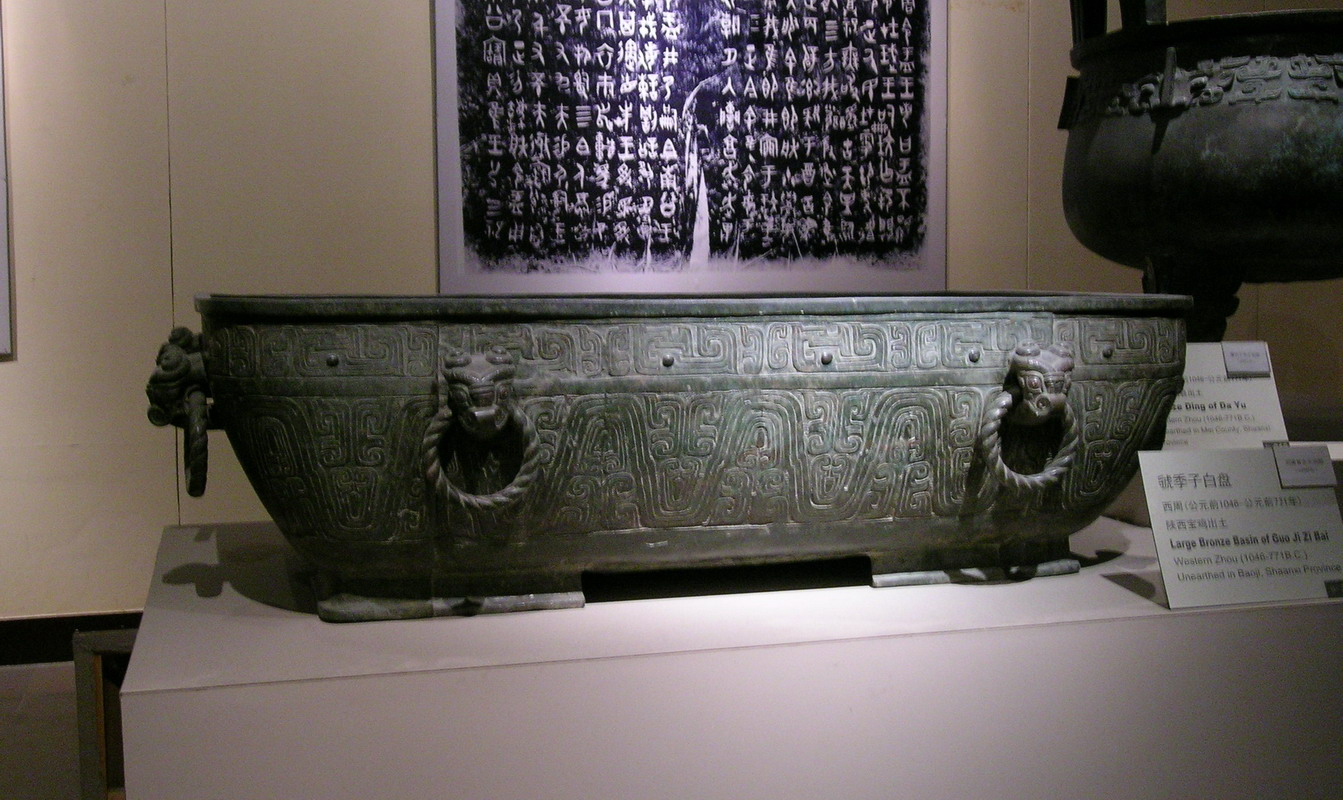
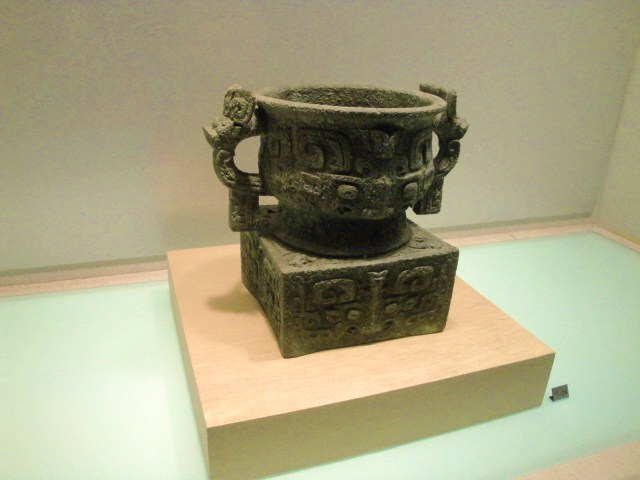
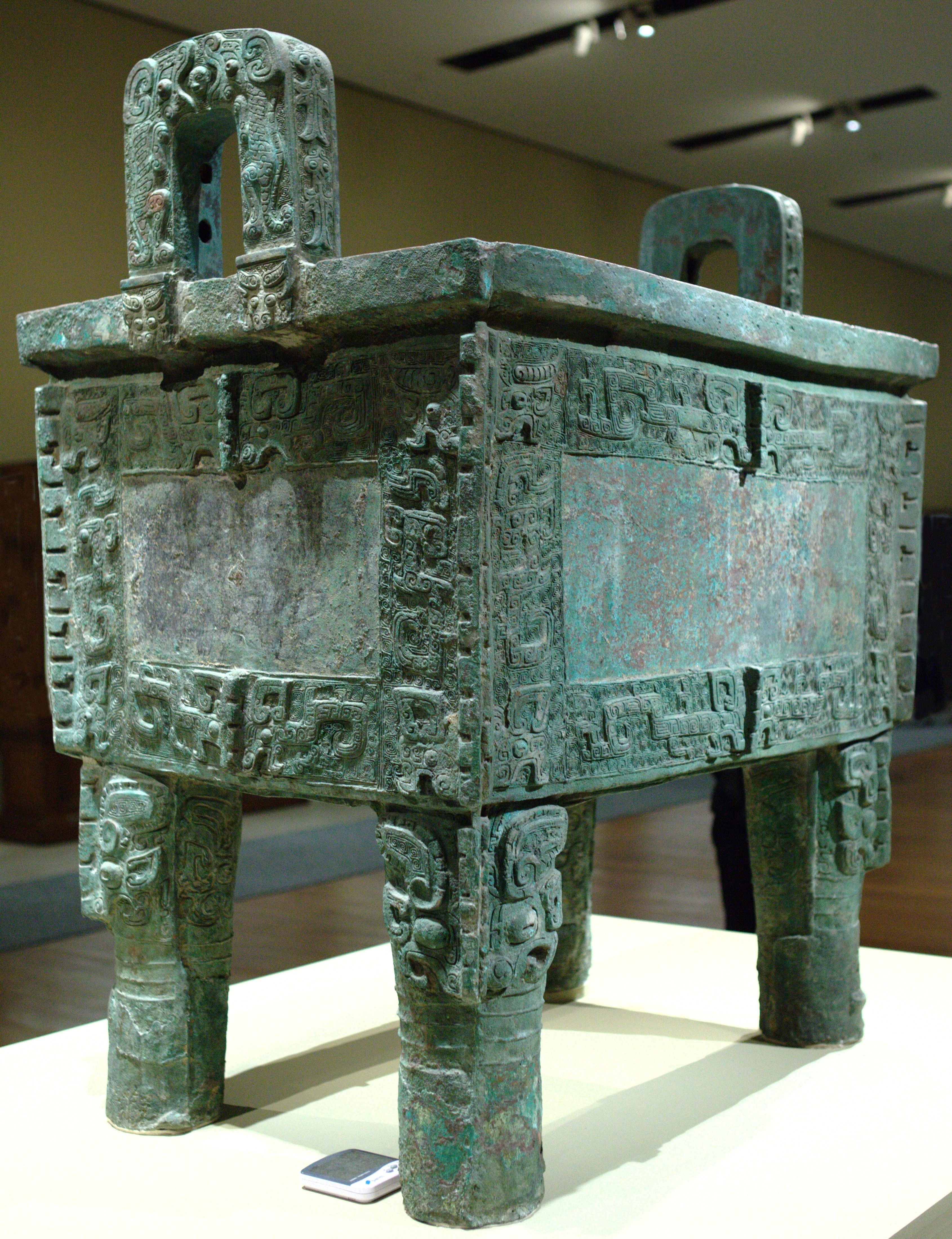
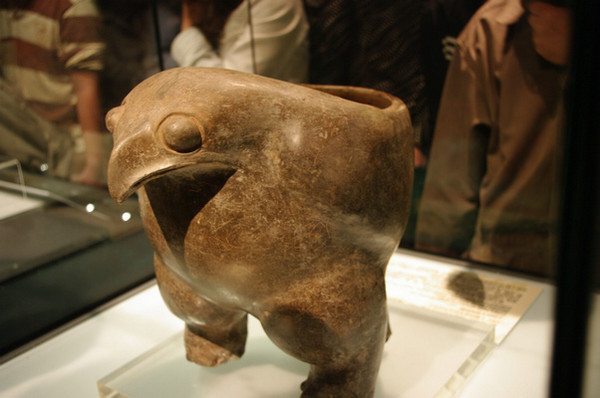
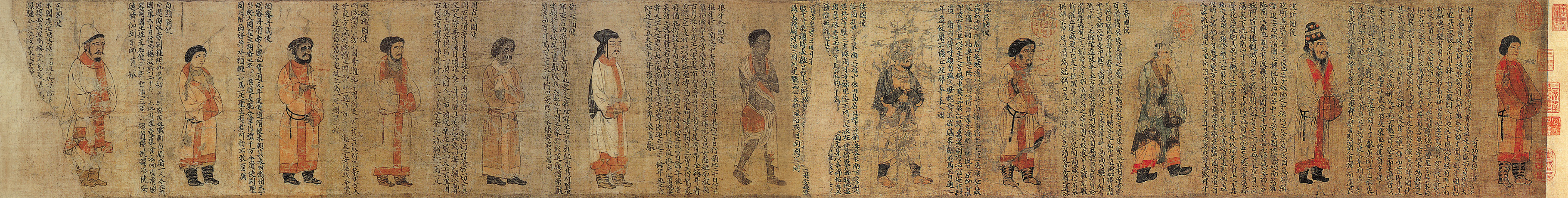